# Накамура, Сигэру
Сигэру Накамура (яп. 中村 茂 Накамура Сигэру, род. в 1959 году в городе Танаси, в настоящее время Ниситокё) — японский рэндзист, двукратный чемпион мира (1989, 1991), многократный мэйдзин, победитель командного чемпионата мира в составе сборной Японии (2012).

## Биография
Первый титул мэйдзина Накамура завоевал в 1977 году, в общей сложности завоёвывал данный высший японский титул 22 раза. В первом чемпионате мира (1989) уверенно занял первое место, подтвердив свой уровень на втором чемпионате мира в 1991 году. Впоследствии длительное время участия в чемпионатах мира не принимал, вернувшись на мировую арену лишь в чемпионате мира 2009 года, на котором занял 4 место. Участвовал в отборочных турнирах к мэйдзин-матчу 2012 года, успешно выиграл турнир претендентов и получил право играть матч за звание мэйдзина с Юки Осуми, действующим обладателем титула. Выиграв матч со счётом 3:2, вернул себе звание мэйдзина.
В 1999 году участвовал в «матче титанов» с молодым эстонским игроком, действовавшим на тот момент чемпионом мира Андо Меритеэ, и проиграл ему со счётом 2,5-3,5. До начала 2013 года оставался обладателем наивысшего рейтинга RIF.